# Lothar Bolz

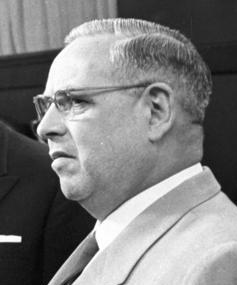
Lothar Bolz, 1959 in Genf

Lothar Bolz (* 3. September 1903 in Gleiwitz, Oberschlesien; † 29. Dezember 1986 in Ost-Berlin) war ein deutscher Politiker der DDR-Blockpartei NDPD. Er war von Januar 1953 bis Juni 1965 Minister für Auswärtige Angelegenheiten der DDR.

## Leben

### Ausbildung und Beruf
Bolz war Sohn eines Uhrmachers. Die Oberrealschule besuchte er gemeinsam mit Rudolf Herrnstadt.
Nach dem Abitur absolvierte Bolz von 1921 bis 1925 ein Studium der Rechtswissenschaften, Kunst- und Literaturgeschichte in München, Kiel und Breslau mit anschließender Promotion zum Dr. jur. Danach war er Gerichtsreferendar, Assessor und schließlich Rechtsanwalt in Breslau. 1933 wurde er wegen Verteidigung von Nazigegnern aus der schlesischen Anwaltskammer ausgeschlossen. Er emigrierte im Oktober 1933 zusammen mit Gerhard Kegel über Warschau, Danzig und Prag in die Sowjetunion. Dort arbeitete er als Journalist (Redakteur der deutschsprachigen Roten Zeitung in Leningrad und der Deutschen Zentralzeitung in Moskau), als Lehrer für deutsche Sprache und Literatur in Nowosibirsk und als Lehrer am Marx-Engels-Lenin-Institut in Moskau, seit 1941 unter Kriegsgefangenen an Antifa-Schulen und als Mitarbeiter der Zeitung Freies Deutschland des Nationalkomitee Freies Deutschland. Er fungierte dabei als Leiter des Deutschland-Ressorts, auch wenn seine Artikel meist ungezeichnet erschienen. 1947 kehrte er nach Deutschland zurück.

### Politik
1929 wurde Bolz Mitglied der KPD. Nach seiner Rückkehr aus der Emigration gehörte er 1948 zu den Mitbegründern der Nationaldemokratischen Partei Deutschlands (NDPD), deren Vorsitzender er bis 1972 war. Danach wurde er zum Ehrenvorsitzenden ernannt.
Am 12. Oktober 1949 wurde Bolz zum Minister für Aufbau der DDR ernannt. Er gehörte ab 1950 dem Präsidium des Nationalrates der Nationalen Front an und war ab demselben Jahr Mitglied der Volkskammer. Von 1950 bis 1967 war er außerdem Stellvertretender Ministerpräsident bzw. Stellvertretender Vorsitzender des Ministerrates der DDR. Von Oktober 1953 bis 1965 war Bolz Minister für Auswärtige Angelegenheiten der DDR. Sein Amtsvorgänger Georg Dertinger (CDU) war am 15. Januar 1953 verhaftet worden.
In Bolz’ Amtszeit fielen unter anderem der Aufstand des 17. Juni (1953) und der Mauerbau (1961). Sein Amtsnachfolger wurde Otto Winzer (1902–1975).

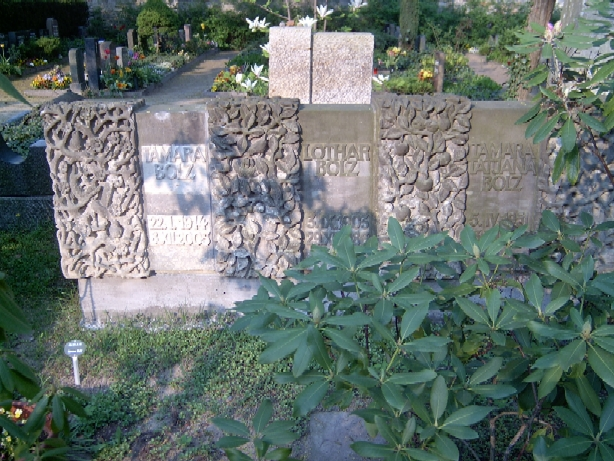
Grab von Lothar Bolz auf dem Dorotheenstädtischen Friedhof in Berlin.

Von 1968 bis 1978 war er als Nachfolger von Johannes Dieckmann (1893–1969) Präsident der Gesellschaft für Deutsch-Sowjetische Freundschaft. Bolz erhielt zahlreiche Auszeichnungen, u. a. 1954 und 1964 den Vaterländischen Verdienstorden (VVO), 1965 die Ehrenspange zum VVO in Gold, 1955 das Kommandeurskreuz zum Orden Polonia Restituta, 1965 das Große Band des Nil-Ordens, 1968 den Stern der Völkerfreundschaft und 1971 den Orden des Vaterländischen Krieges.
Der politisch in Ungnade gefallene Kunsthistoriker Günter Feist betreute mit seiner Ehefrau von 1971 bis 1981 Bolz’ Grafiksammlung.

## Darstellung Bolz’ in der bildenden Kunst
- Reinhard Dietrich: Porträt Dr. Lothar Bolz (1976, Porträtbüste, Bronze)[2]

- Bernhard Kretzschmar: Bildnis Dr. Bolz (Öl, 116 × 96 cm, um 1958)[3]

## Auszeichnungen
- 1985 Medaille „40. Jahrestag des Sieges im Großen Vaterländischen Krieg 1941–1945“[4]

## Schriften
- Es geht um Deutschland. Reden und Aufsätze, Berlin 1955
- Für die Macht des Volkes und des Friedens. Verlag der Nation, Berlin 1959
- Von deutschem Bauen. Berlin 1951, darin: Die sechzehn Grundsätze des Städtebaus